# Яструбинська сільська рада
Яструби́нська сільська́ ра́да — колишній орган місцевого самоврядування в Сумському районі Сумської області. Адміністративний центр — село Яструбине.

## Історія
До 26 березня 1992 року рада входила до складу Білопільського району.

## Загальні відомості
- Населення ради: 932 особи (станом на 01.01. 2017 рік)

## Населені пункти
Сільській раді підпорядковані населені пункти:
- с. Яструбине
- с. Бондарівщина
- с. Графське
- с. Діброва

### Колишні населені пункти
- с. Комунари, зняте з обліку 1988 року

## Склад ради
Рада складається з 12 депутатів та голови.
- Голова ради: Стрижак  Микола  Васильович
- Секретар ради: Дорофєєва Ольга Іванівна

### Керівний склад попередніх скликань
| Прізвище, ім'я, по батькові | Основні відомості                                                                           | Дата обрання | Дата звільнення |
| --------------------------- | ------------------------------------------------------------------------------------------- | ------------ | --------------- |
| Темченко Олена Павлівна     | Сільський голова, 1966 року народження, освіта вища, позапартійна                           | 26.03.2006   | 31.10.2010      |
| Темченко Олена Павлівна     | Сільський голова, 1966 року народження, освіта вища, Всеукраїнське об'єднання «Батьківщина» | 31.10.2010   | 11.11.2015      |

Примітка: таблиця складена за даними сайту Верховної Ради України